# Lidia Kopania
Lidia Kopania-Przebindowska (nacida el de 1978 en Koluszki, Polonia) es una cantante de pop polaca. En febrero de 2009 fue elegida como representante de Polonia en el Festival de la Canción de Eurovisión con el tema I don't wanna leave.

## Discografía

### Álbumes
- 2006  – "Intuicja"
- 2008 - "Przed Świtem"

### Sencillos
- 1998 "Niezwykły dar"
- 2006 "Sleep"
- 2006 "Hold On"
- 2007 "Twe milczenie nie jest złotem"
- 2008 "Tamta Łza"
- 2008 "Rozmawiać z tobą chce"
- 2009 "I don't wanna leave"